# Saint-Jean-du-Thenney
Saint-Jean-du-Thenney è un comune francese di 213 abitanti situato nel dipartimento dell'Eure nella regione della Normandia.

## Società

### Evoluzione demografica
Abitanti censiti